# Rêver mieux
Albums de Daniel Bélanger
Tricycle
(1999) Déflaboxe
(2003)
Rêver mieux est le troisième album studio de l'auteur-compositeur-interprète québécois Daniel Bélanger sorti en 2001. Vingt ans après sa sortie, l'album s'est écoulé à 180 000 exemplaires, selon la maison de disques Audiogram en plus d'être certifié platine et gagnant de sept prix Félix au Gala de l'ADISQ et d'un prix Juno. 

## Titres
| No  | Titre                                     | Durée |
| --- | ----------------------------------------- | ----- |
| 1.  | Te quitter                                | 3:47  |
| 2.  | Fous n'importe où                         | 3:59  |
| 3.  | Chante encore                             | 4:30  |
| 4.  | Une femme, un train, un homme et une gare | 4:12  |
| 5.  | Dans un spoutnik                          | 5:35  |
| 6.  | Tu tombes                                 | 3:11  |
| 7.  | Une chanson pour moi                      | 2:56  |
| 8.  | Dis tout sans rien dire                   | 3:21  |
| 9.  | Intouchable et immortel                   | 7:56  |
| 10. | Fugue en sol inconnu                      | 4:35  |
| 11. | Air pur                                   | 5:52  |
| 12. | Rêver mieux                               | 3:17  |
| 13. | Comme des amants                          | 3:46  |
| 14. | Revivre                                   | 3:21  |

## Musiciens
- Daniel Bélanger : guitare acoustique, flûte traversière, programmation et échantillonnage, mixing
- Guy Kaye : guitare
- Carl Bastien : piano, basse et curiosités
- Jean-François Lemieux : basse
- Jean-François Ouellet : flûte
- Alain Bergé : batterie
- Alain Quirion : batterie
- Christian Paré : percussions
- Kelsley Grant : trombone
- Maxime Saint-Pierre : trompette
- Judi Richards : Samplings de voix

## Production
- Carl Bastien, Daniel Bélanger : Production
- Mathieu «Agent 224» Houde : Coordination Production
- Vincent Letellier (alias Freeworm) : ingénieur du son
- Carl Bastien : Ingénieur du son, mixing
- Louis Legault : Assistant ingénieur, mixing
- Michel Bélanger : Direction Artistique, mixing
- Achille Cassel : Illustration
- Émilie Simard : Coordination Graphique
- Martin Larouche : Design Graphique